# Lars Petter Cronwall
Lars Petter Cronwall, född 29 juni 1812 i Fränninge socken, Malmöhus län, död 18 januari 1891 i Jakob och Johannes församling, Stockholm, var en klavermakare i Stockholm verksam 1842-1886.

## Biografi
Cronwall föddes 1812 på Hårderup i Fränninge. Han var son till fanjunkaren Peter Ludvig Cronwall och Benedicta Elisabeth Hammerberg. 1814 flyttade familjen till Fru Alstad.
Cronwall bodde från 1839 i S:t Petersburg och från 1840 i Skeppsholms församling, Stockholm. Under 1880-talet bodde familjen på kvarteret Putte 13 i Klara församling, Stockholm.
Cronwall gifte sig med Eva Charlotta Ahlberg (född 1813). De fick tillsammans barnen Axel Julius Alexander (född 1839), Amanda Charlotta Alexandra (född 1840), Gottfrid Laurentius Constantin (född 1843), Gustaf Mauritz Ferdinand (1845-1847), Elisabeth Margareta Constantia (född 1847) och Lydia Maria Amalia (född 1849).